# Calycolpus moritzianus
Calycolpus moritzianus là một loài thực vật có hoa trong Họ Đào kim nương. Loài này được (O.Berg) Burret mô tả khoa học đầu tiên năm 1941.

## Hình ảnh

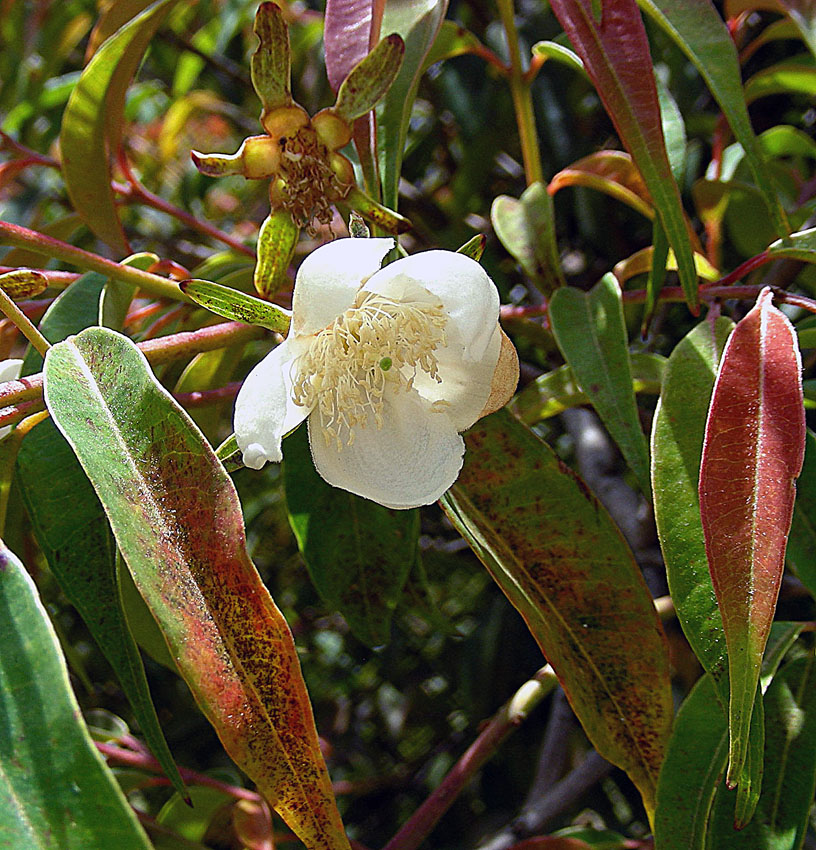